# Académie princière de Bucarest
L'Académie princière de Bucarest (en grec : Αυθεντική Ακαδημία Βουκουρεστίου), est une institution d'enseignement supérieur de Roumanie, active depuis la fin du XVIIe siècle jusqu'au début du XIXe siècle.

## Historique
L'Académie fut créée en 1694 par Constantin II Brâncoveanu. Elle fut à plusieurs reprises réorganisée, notamment sous les règnes des souverains de la principauté de Valachie, Gheorghe Ier Ghica, Constantin Mavrocordato, Constantin Racoviță et Alexandre Ypsilántis.
La langue d'enseignement était le grec, le langage universel de la culture dans le monde orthodoxe orientale. Pour la plupart des enseignants  maîtrisaient le grec. Les étudiants de l'Académie venaient de l'ensemble du monde orthodoxe.
En 1818, le professeur et ingénieur Gheorghe Lazăr innove l'enseignement en introduisant les premiers cours en langue roumaine.
En 1821, le sultan de l'Empire ottoman, interdit les écoles de langue grecque et autorise le développement des écoles de langue roumaine. C'est Gheorghe Lazăr que l'on doit cette création dans le cadre de l'organisation de l'administration scolaire en Roumanie dont il était responsable. Gheorghe Lazăr fut aidé dans cette organisation de l'enseignement en langue roumaine par plusieurs personnalités intellectuelles telles que Petrache Poenaru, Ion Heliade Rădulescu et Eufrosin Poteca. L'enseignement en langue grecque fut interdit et remplacé par la langue nationale au sein de l'Académie.
En 1864, le souverain Alexandre Jean Cuza divisa en deux l'Académie princière de Bucarest pour créer d'une part l'université de Bucarest et d'autre part l'enseignement secondaire sous l'appellation de collège national Saint Sava.

## Pédagogie
Les études à l'Académie ont été organisées en cinq cycles, chacun d'eux avait une durée de 3 ans.
- Le premier cycle de trois ans a été consacré à l'étude de la grammaire grecque et latine.
- Le deuxième cycle a été consacré à l'étude de la littérature grecque, latine et classique.
- Le troisième cycle permet aux élèves d'étudier la poétique, la rhétorique, l'éthique d'Aristote, ainsi que la langue italienne et la langue française.
- Le quatrième cycle est consacré à l'arithmétique et à la géométrie, ainsi qu'à l'histoire.
- Le dernier cycle aborde l'étude de la philosophie et de l'astronomie.